# Elisabeth von Bayern (1227–1273)

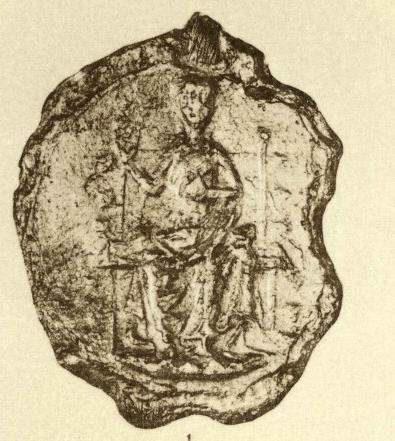
Siegel Elisabeths

Elisabeth von Bayern (* um 1227/(1230) auf der Burg Trausnitz in Landshut; † 9./10. Oktober 1273) aus dem Hause Wittelsbach war durch ihren ersten Ehemann Konrad IV. römisch-deutsche Königin und Königin von Sizilien und Jerusalem sowie durch ihren zweiten Ehemann Meinhard II. Gräfin von Tirol und Görz.

## Leben
Elisabeth war die älteste Tochter des Herzogs von Bayern und Pfalzgrafen bei Rhein Otto II. (1206–1253) und seiner Ehefrau Agnes von Braunschweig (1201–1267), einer Tochter des Welfen Heinrich von Braunschweig und seiner Gattin Pfalzgräfin Agnes.
Am 1. September 1246 wurde Elisabeth in Vohburg mit Konrad IV. vermählt, der in Personalunion Herzog von Schwaben (1235–1254), römisch-deutscher König (1237–1254), König von Sizilien (1250–1254) und König von Jerusalem (1228–1254) war. Durch diese Ehe wurden die Wittelsbacher zu den mächtigsten deutschen Verbündeten der Staufer. Konrad starb nach knapp acht Jahren Ehe im Jahre 1254. Das Paar hatte nur einen Sohn, den letzten legitimen Staufer Konradin (* März 1252), der nach seinem missglückten Italienzug am 29. Oktober 1268 in Neapel enthauptet wurde.
Fünf Jahre nach dem Tod ihres ersten Ehemanns heiratete Elisabeth Meinhard II., den Grafen von Tirol und Görz und Herzog von Kärnten aus dem Geschlecht der Meinhardiner. Meinhard hatte für die Ehe mit der viel älteren und vom Stand her über ihm stehenden Königswitwe auch wichtige politische Motive. Ab 1272 betrieben Meinhard II. und seine Gattin Elisabeth, die einen Gedenkort für ihren im Oktober 1268 in Neapel hingerichteten Sohn Konradin wollte, die Gründung des Zisterzienserklosters Stams in Tirol. Am 15. Januar 1273 wandten sich Meinhard und Elisabeth mit gesonderten Schreiben an die Äbte der Zisterzienserklöster Lützel (Elsaß) und Raitenhaslach. Elisabeth dankte den Äbten für die Besichtigung des vorgesehenen Ortes in Stams und bat um Entsendung eines Gründungskonvents. Vom Mutterkloster Kaisheim wurden schließlich 1273 13 Brüder nach Stams gesandt. Diese Schreiben beweisen die aktive Rolle der bereits im Oktober 1273 verstorbenen Elisabeth bei der Gründung von Stams, obwohl sie in der umfangreichen Schenkungsurkunde Meinhards für das Kloster vom März 1275 nicht erwähnt wird.  Das Kloster wurde bis 1284 von ihrem Ehemann ausgebaut und das Paar dort beigesetzt. Elisabeth und der ca. 10 Jahre jüngere Meinhard (* 1239/1240, † 30. Okt. 1295), der seine Frau um über zwanzig Jahre überlebte, hatten sechs gemeinsame Kinder.
Nach ihrem Tod im Jahre 1273 wurde sie zunächst in einer kleinen hölzernen Johannes-Kirche im Stift Stams beigesetzt. Nachdem die Stiftskirche 1284 fertiggestellt war, wurde sie dorthin umgebettet. Links vor dem Hauptaltar liegt eine Grabplatte mit einer lateinischen Inschrift, die besagt, dass hier Mainhardus, der Gründer mit der Gründerin Elisabetha, seiner Ehefrau, und vier Kindern bestattet sind. In dem im Westen des Mittelschiffs der Stiftskirche in den Boden eingelassenen so genannten „Österreichischen Grab“, das 1684 fertiggestellt wurde, steht eine lebensgroße geschnitzte und vergoldete Statue von ihr. Im Jahr 2000 wurde in der Vorhalle der Stiftskirche eine Gedenktafel eingeweiht, die an ihren Sohn Konradin erinnert.

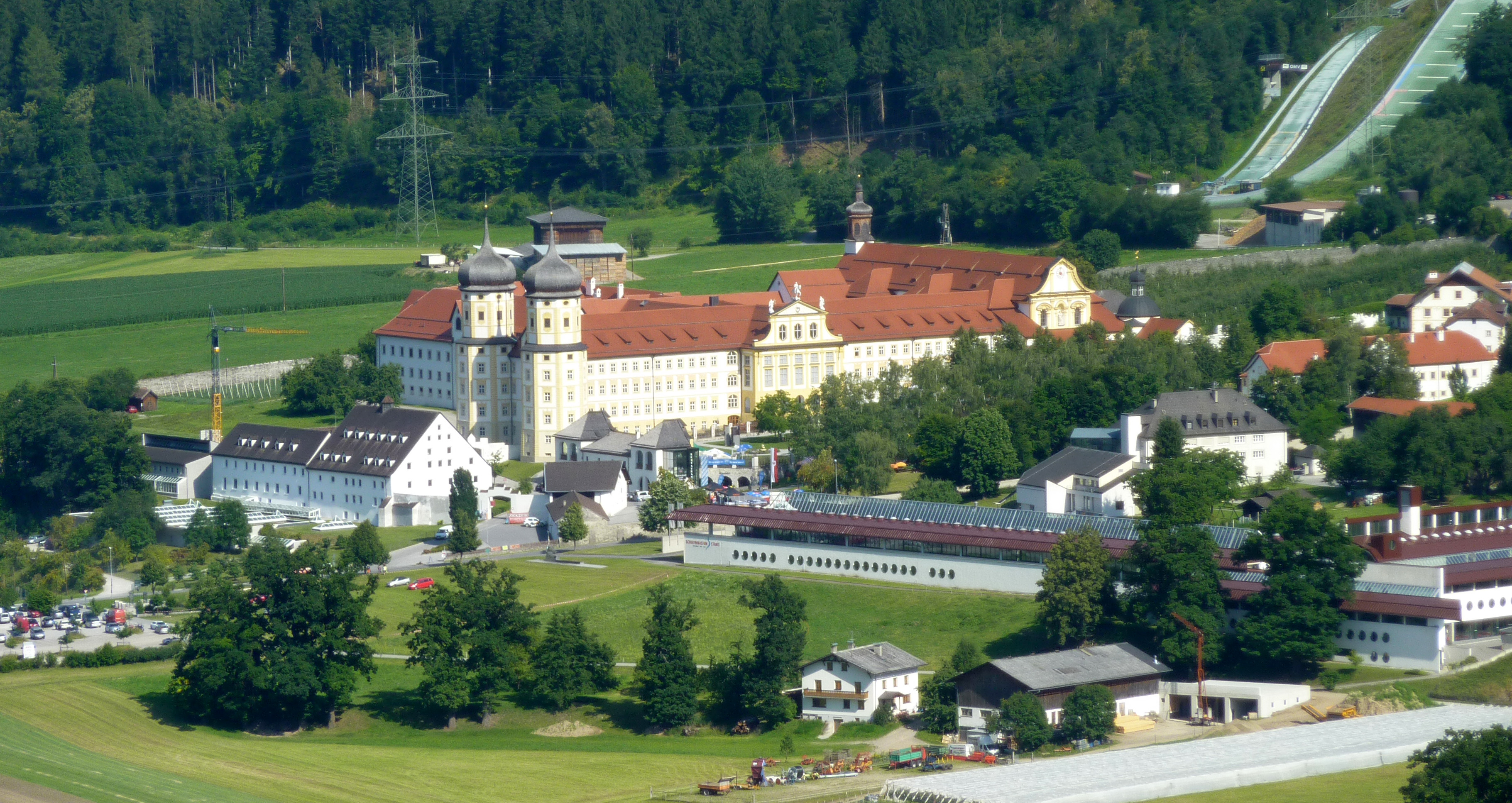
Stift Stams
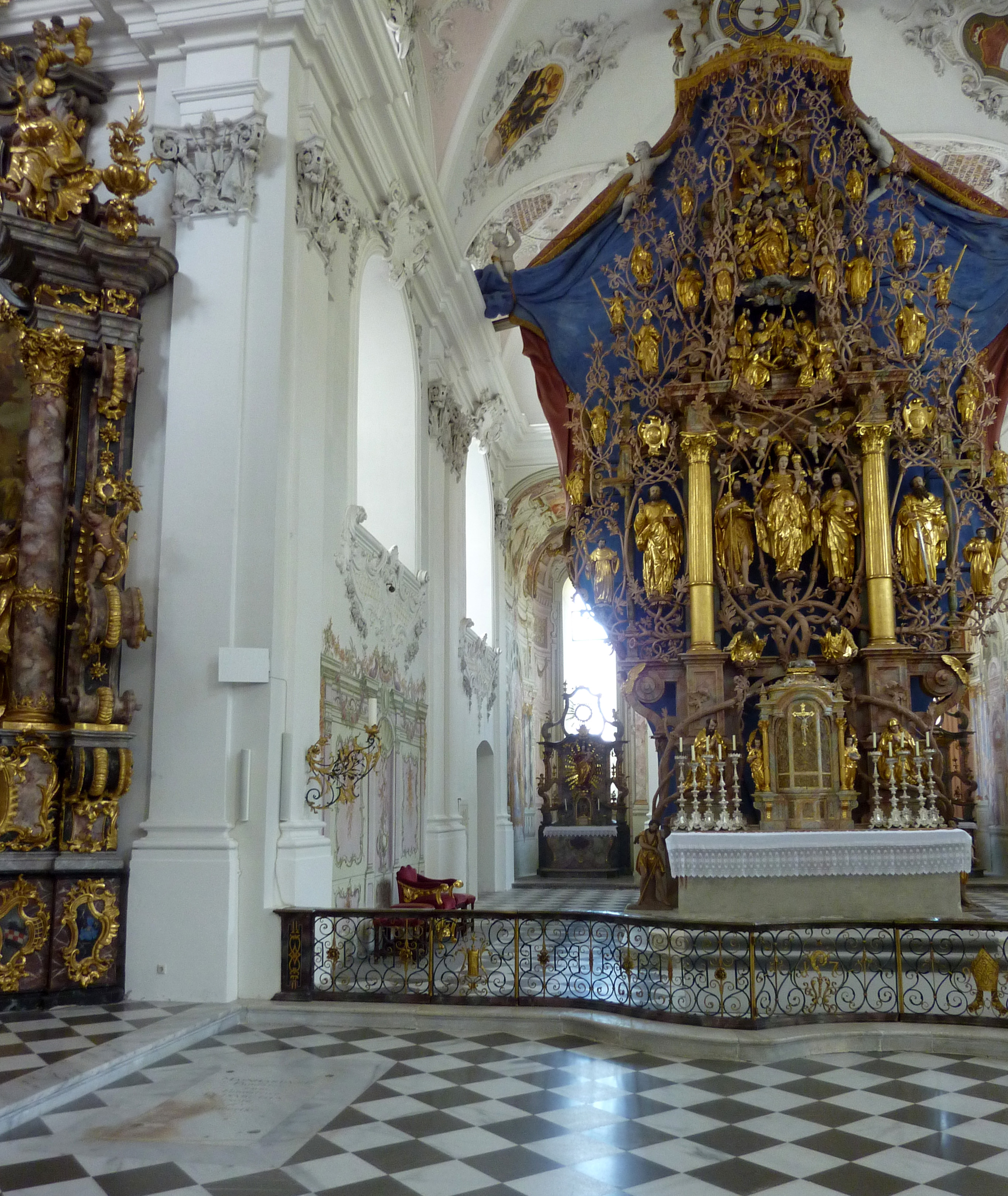
Stiftergrab vor dem Hochaltar der Stiftskirche in Stams
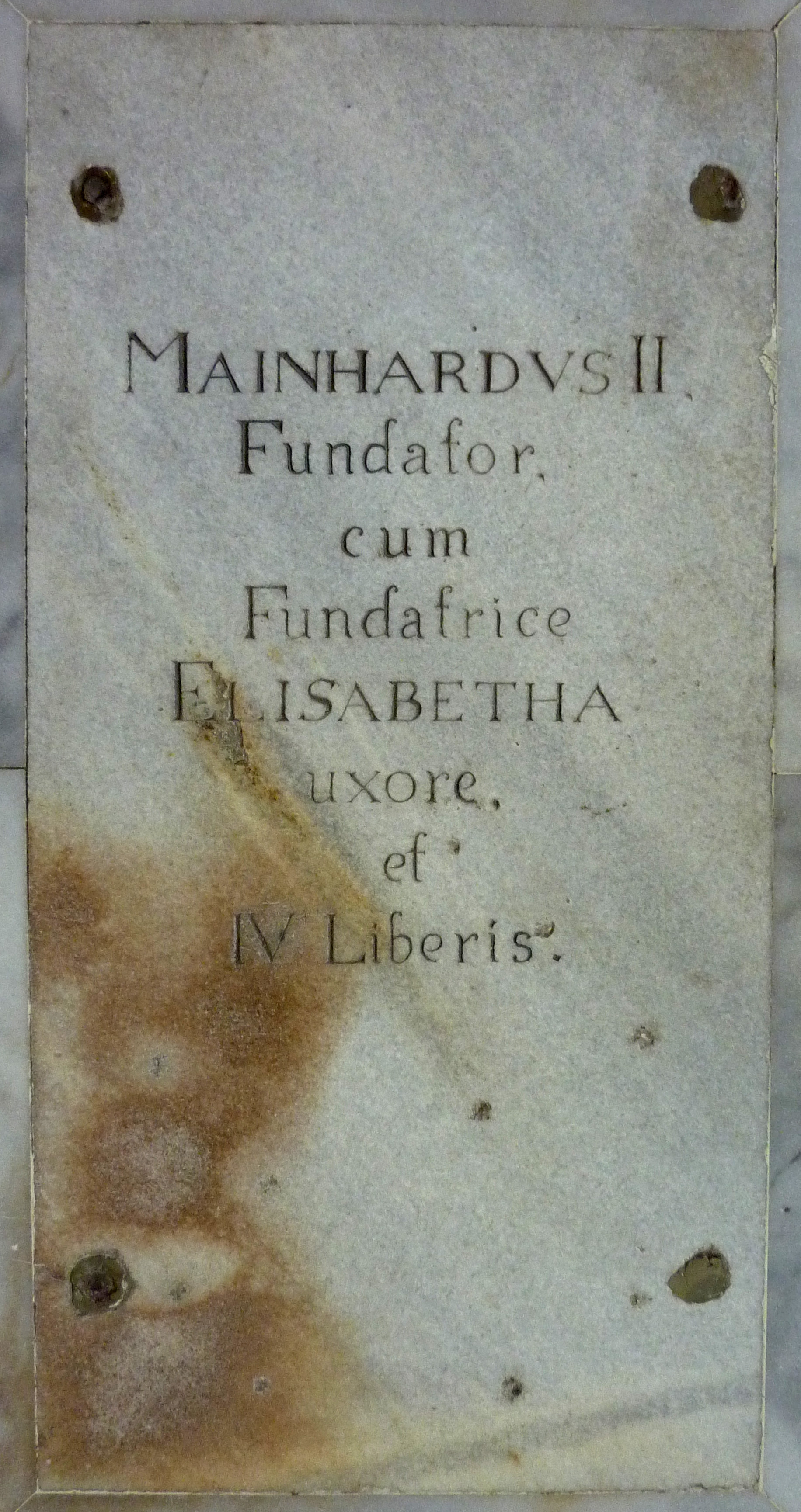
Grabplatte der Stifter Mainhard II. und Elisabeth
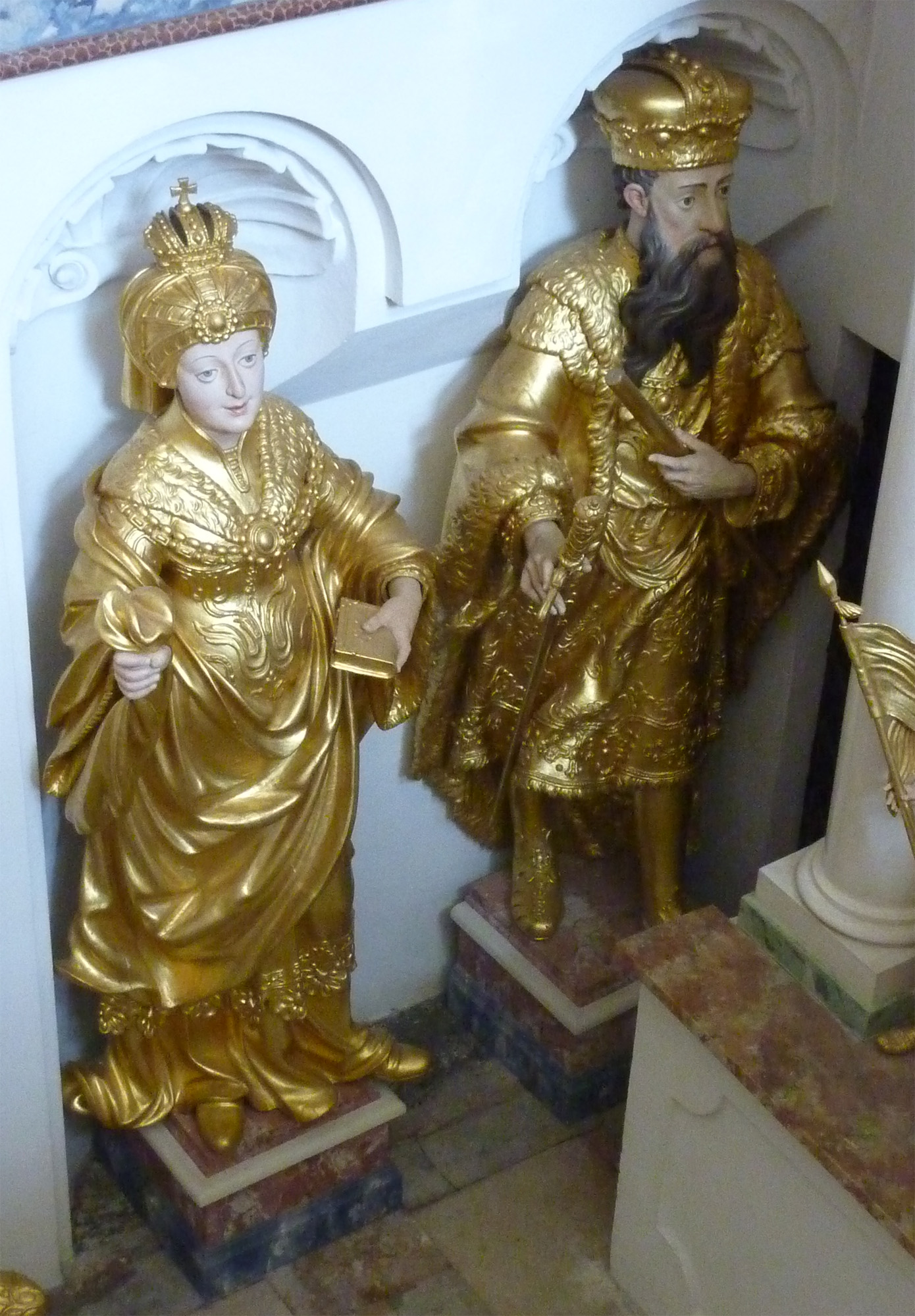
Statuen von Meinhard II. und Elisabeth im “Österreichischen Grab” in der Stiftskirche in Stams
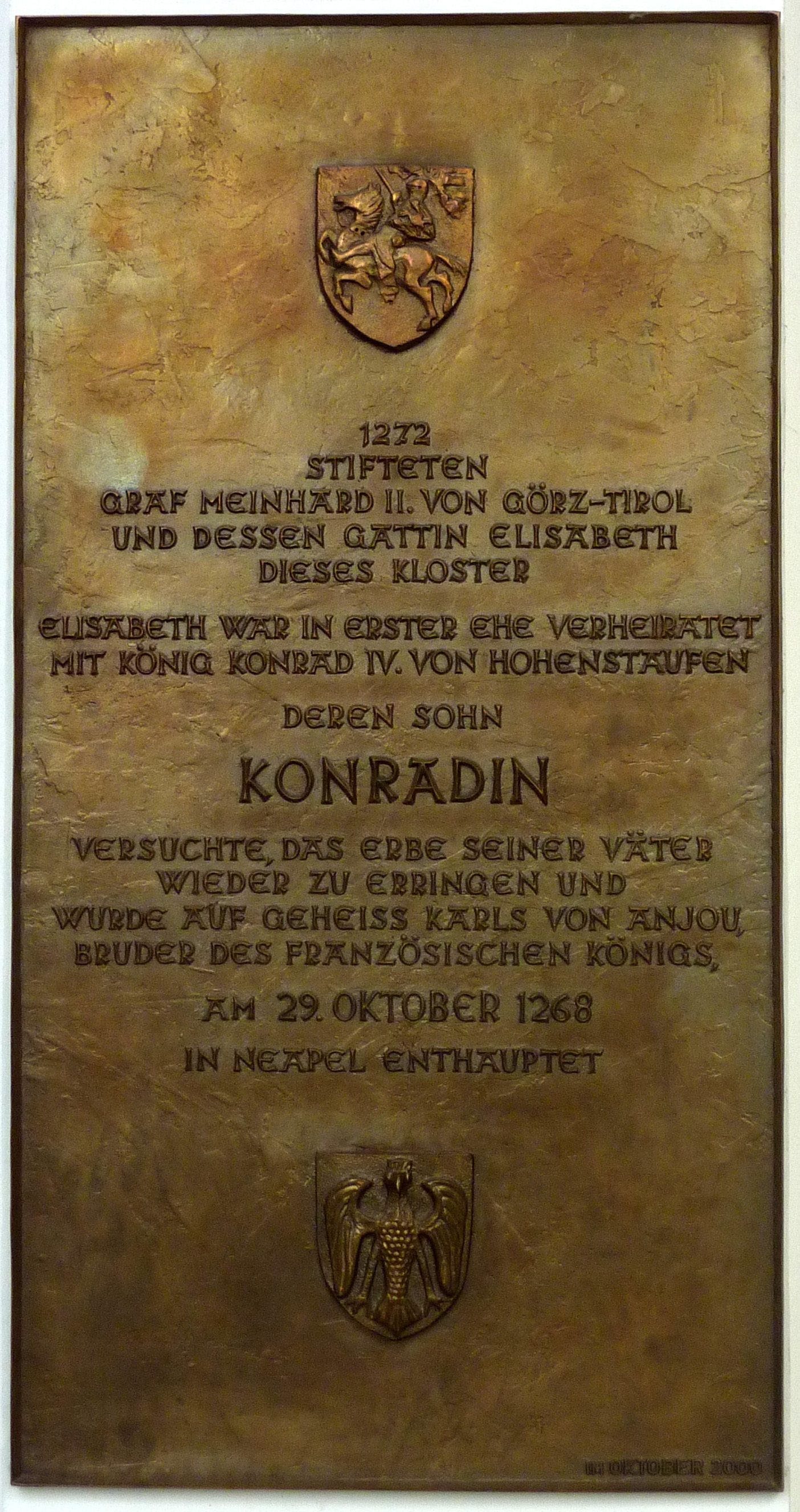
Gedenkplatte für Elisabeths Sohn Konradin in der Stiftskirche in Stams

Die zweite Tochter, die wie die Mutter Elisabeth hieß, wurde durch ihre Ehe mit dem späteren römisch-deutschen König Albrecht I. zur Stammmutter aller späteren Habsburger. Nachdem der erste Sohn Albert noch vor dem Vater gestorben war, wurde Otto Meinhards Nachfolger als Graf von Tirol und Görz und Herzog von Kärnten. Nach Ottos Tod wurde schließlich der letzte überlebende Sohn Elisabeths und Meinhards, Heinrich, der zwischenzeitlich Böhmen für sich beansprucht hatte, Herzog von Kärnten und Graf von Tirol. Er wurde wie seine Eltern in Stams begraben.

## Nachkommen
Aus der ersten Ehe mit Konrad IV.:
- Konradin (*März 1252– † 29. Oktober 1268), Herzog von Schwaben, letzter legitimer Staufer

Aus der zweiten Ehe mit Meinhard II.:
- Albert II. († 1292), Graf von Tirol
- Agnes († 14. Mai 1293), heiratete 1286 Friedrich I. von Meißen
- Elisabeth (1262–1313), heiratete 1276 König Albrecht I.
- Otto III. (um 1265–1310), Graf von Görz und Tirol, Herzog von Kärnten
- Heinrich VI. (um 1270–1335), Herzog von Kärnten, Graf von Tirol, König von Böhmen und Polen
- Ludwig († 1305)